# Дятлово (городской округ Шаховская)
Дя́тлово — деревня в городском округе Шаховская Московской области.

## Население
| 1859 | 1926 | 2002 | 2006 | 2010 |
| ---- | ---- | ---- | ---- | ---- |
| 224  | ↘223 | ↘19  | →19  | ↘15  |

## География
Деревня расположена в центральной части округа, примерно в 8 км к югу от райцентра Шаховская, на суходоле, высота центра над уровнем моря 238 м. Ближайшие населённые пункты — Дубровино на северо-востоке, Черленково на западе и Красное Село на юге. У восточной окраины Дятлово проходит региональная автодорога 46К-1123 Тверь — Уваровка, на которой останавливаются автобусы, следующие до Шаховской.

## Исторические сведения
В 1769 году Дятлова — деревня Хованского стана Волоколамского уезда Московской губернии, владение бригадира Федора Ивановича Дмитриева-Мамонова. В деревне 123 души.
В середине XIX века деревня Дятлово относилась ко 2-му стану Волоколамского уезда и принадлежала княгине Настасье Федоровне Вреде. В деревне было 23 двора, крестьян 107 душ мужского пола и 141 душа женского.
В «Списке населённых мест» 1862 года — владельческая деревня 1-го стана Волоколамского уезда Московской губернии по левую сторону Московского тракта, шедшего от границы Зубцовского уезда на город Волоколамск, в 25 верстах от уездного города, при реке Рузе, с 34 дворами и 224 жителями (102 мужчины, 122 женщины).
По данным на 1890 год входила в состав Бухоловской волости Волоколамского уезда, число душ мужского пола составляло 102 человека.
В 1913 году — 42 двора.
По материалам Всесоюзной переписи населения 1926 года — деревня Дубровинского сельсовета Судисловской волости, проживало 223 человека (90 мужчин, 133 женщины), насчитывалось 51 крестьянское хозяйство.
С 1929 года — населённый пункт в составе Шаховского района Московской области.
1994—1995 гг. — деревня Черленковского сельского округа Шаховского района.
1995—2006 гг. — деревня Серединского сельского округа Шаховского района.
2006—2015 гг. — деревня сельского поселения Степаньковское Шаховского района.
2015 г. — н. в. — деревня городского округа Шаховская Московской области.